# Dieter Klein (Basketballspieler)
Dieter Klein (* 17. August 1964 in Hagen) ist ein ehemaliger deutscher Basketballspieler, der für den TSV 1860 Hagen und Brandt Hagen in der Basketball-Bundesliga aktiv war.

## Laufbahn
Der 2,07 Meter große Innenspieler stieg 1988 mit dem TSV 1860 Hagen von der zweiten in die erste Bundesliga auf. Dort gehörte er von 1988 bis 1990 zum Mannschaftsaufgebot und stand nach der Zusammenlegung mit dem SSV ab 1990 im Kader von Brandt Hagen. Für Brandt spielte Klein bis 1996 in der Bundesliga und teils auch im Europapokal. 1994 gewann er mit Hagen den DBB-Pokal.
1996 wechselte Klein zum TV Salzkotten in die 2. Basketball-Bundesliga, wo er bis 1999 auflief. Beruflich wurde er nach der Basketballkarriere als Mechaniker tätig.